# Campeonato Ecuatoriano de Fútbol 1998
El Campeonato Ecuatoriano de Fútbol 1998, conocido oficialmente como «Campeonato Nacional de Fútbol 1998», fue la 40.ª edición de la Serie A del Campeonato nacional de fútbol profesional en Ecuador. La competencia se celebró del 6 de marzo al 27 de diciembre de 1998. El torneo fue organizado por la Federación Ecuatoriana de Fútbol y contó con la participación de doce equipos de fútbol.
El torneo contó con un sistema de cinco etapas. La primera etapa se desarrolló en un sistema de todos contra todos, en donde los cuatro primeros clasificados ganaron el derecho a pelear por un cupo a la Copa Libertadores de 1999 y un cupo a la final del torneo nacional, los siguientes cuatro equipos accedieron a la disputa por un cupo a la Copa Conmebol de 1999 y los últimos cuatro clasificados de esta etapa entraron a la disputa por el no descenso. Durante la segunda etapa se jugaron los tres cuadrangulares establecidos en la etapa anterior. En la tercera etapa se conformaron dos sextangulares. Al igual que en la primera etapa se definieron los clasificados a los cuadrangulares Pre-Libertadores, Pre-Conmebol y del No Descenso. En la cuarta etapa se jugaron nuevamente los tres cuadrangulares establecidos anteriormente. La quinta etapa consistió en la final del torneo, que se disputó entre los ganadores de los cuadrangulares Pre-Libertadores en partidos de ida y vuelta.
Liga Deportiva Universitaria se proclamó campeón por quinta vez en su historia, tras superar al C. S. Emelec en una histórica final que culminó con un marcador global de 7-1 a favor del conjunto capitalino. Mientras tanto, Técnico Universitario y Panamá perdieron la categoría y descendieron a la Serie B para ambos clubes que descendieron de categoría por segunda vez tras 2 años y 3 temporadas consecutivas para el club albirrojo y por primera vez en 75 años de historia tras 1 año y 1 temporada para el club panamito respectivamente en la máxima categoría, ocupando la plaza de los ascendidos Macará y Audaz Octubrino, también en esta edición del campeonato fue la sorpresa de esta temporada contó con la participación de un debutante en la categoría, el Panamá (en honor al país centroamericano, americano, latinoamericano e istmeño cuna del recién exilio y asilo del expresidente del Ecuador durante el período comprendido del 10 de agosto de 1996 al 6 de febrero de 1997, Abdalá Bucaram quien exilió en Panamá hace un año); en cambio, regresó a la misma el Delfín tras 3 años de ausencia, acompañado por el sorprendente Panamá el quinto equipo más antiguo del país, cuya esta temporada contó con la participación de un debutante en la máxima categoría ambos ingresaron a la división mayor, ocupando la plaza de los descendidos Calvi y Deportivo Quevedo y la incorporación de la ciudad de Quito la capital de la República solo contó con 5 clubes pertenecientes a Quito que eran Liga Deportiva Universitaria, Aucas, El Nacional, Deportivo Quito y Espoli y quedó 5 equipos de la capital en la Serie A al igual que 1976, Primera Etapa de 1977, 1979, Segunda Etapa de 1980, 1981, Segunda Etapa de 1982, 1985, 1986, Segunda Etapa de 1990, Primera Etapa de 1992, 1994, 1995, 1996 y 1997 y la provincia de Pichincha solo contó con 5 clubes pertenecientes a la provincia de Pichincha que eran Liga Deportiva Universitaria, Aucas, El Nacional, Deportivo Quito y Espoli quedó 5 equipos de dicha provincia en la misma al igual que 1976, Primera Etapa de 1977, 1979, Segunda Etapa de 1980, 1981, Segunda Etapa de 1982, 1985, 1986, Segunda Etapa de 1990, Primera Etapa de 1992, 1994, 1995, 1996 y 1997, Por su parte, Por segundo año consecutivo y segunda vez consecutiva la ciudad de Guayaquil solo contó con 3 clubes pertenecientes a Guayaquil que eran Barcelona, Emelec y Panamá y quedó 3 equipos de dicha ciudad en la Serie A al igual que 1968, Primera Etapa de 1975, Primera Etapa de 1976, Segunda Etapa de 1978, 1980, 1987, 1988, 1989, 1990, 1991, 1992, 1993, 1994, 1995 y 1997 y la provincia del Guayas solo contó con 3 clubes pertenecientes a la provincia del Guayas que eran Barcelona, Emelec y Panamá y quedó 3 equipos de dicha provincia en la misma al igual que 1968, Primera Etapa de 1975, Primera Etapa de 1976, Segunda Etapa de 1978, 1980, 1987, 1988, 1989, 1990, 1991, 1992, 1993, 1994, 1995 y 1997. A ellos se ha sumado la ciudad de Cuenca la capital azuaya solo contó con 1 solo club perteneciente a Cuenca que era Deportivo Cuenca y quedó 1 solo equipo de la capital azuaya en la Serie A al igual que 1971, 1973, 1974, 1975, 1976, Primera Etapa de 1977, 1978, 1979, 1980, 1981, 1985, 1986, 1987, 1988, 1989, 1990, 1991, 1992, 1993, 1994, 1996 y 1997 y la provincia del Azuay solo contó con 1 solo club perteneciente a la provincia del Azuay que era Deportivo Cuenca y quedó 1 solo equipo de dicha provincia en la misma al igual que 1971, 1973, 1974, 1975, 1976, Primera Etapa de 1977, 1978, 1979, 1980, 1981, 1985, 1986, 1987, 1988, 1989, 1990, 1991, 1992, 1993, 1994, 1996 y 1997. Iván Kaviedes de Emelec se consagró como goleador con 43 goles, consiguiendo el récord del jugador con más cantidad de goles una temporada en la Serie A de Ecuador, y además la IFFHS lo distinguió como Mejor goleador mundial de Primera División de 1998.

## Antecedentes
Barcelona clasificó campeón nacional de fútbol por décima tercera vez en 1997 y clasificó a la Copa Libertadores 1998 disputando el último partido del equipo torero en la temporada de 1997 contra Deportivo Quito el resultado fue la victoria del equipo torero sobre el equipo chulla por 3 a 0 disputado el 25 de enero de 1998 en el Estadio Monumental Isidro Romero Carbo.
Deportivo Quito clasificó subcampeón nacional de fútbol por tercera y última vez en 1997 y clasificó a la Copa Libertadores 1998 disputando el último partido del equipo chulla en la temporada de 1997 contra Barcelona el resultado fue la derrota del equipo chulla sobre el equipo torero por 3 a 0 disputado el 25 de enero de 1998 en el Estadio Monumental Isidro Romero Carbo.
Emelec ocupó en tercer lugar del Hexagonal final del Campeonato Nacional de 1997 y tercer lugar de la Tabla general acumulada del Campeonato Nacional de 1997 disputando el último partido del equipo millonario en la temporada de 1997 contra Aucas el resultado fue el empate de los dos equipos 2 a 2 disputado el 25 de enero de 1998 en el Estadio Chillogallo.
Liga Deportiva Universitaria ocupó en cuarto lugar del Hexagonal final del Campeonato Nacional de 1997 y cuarto lugar de la Tabla general acumulada del Campeonato Nacional de 1997 y clasificó a la Copa Conmebol 1998 disputando el último partido del equipo albo en la temporada de 1997 contra El Nacional el resultado fue la victoria del equipo albo sobre el equipo militar por 2 a 1 disputado el 25 de enero de 1998 en el Estadio Casa Blanca.
El Nacional ocupó en quinto lugar del Hexagonal final del Campeonato Nacional de 1997 y quinto lugar de la Tabla general acumulada del Campeonato Nacional de 1997 disputando el último partido del equipo militar en la temporada de 1997 contra Liga Deportiva Universitaria el resultado fue la derrota del equipo militar sobre el equipo albo por 2 a 1 disputado el 25 de enero de 1998 en el Estadio Casa Blanca.
Aucas ocupó en sexto lugar del Hexagonal final del Campeonato Nacional de 1997 y sexto lugar de la Tabla general acumulada del Campeonato Nacional de 1997 disputando el último partido del equipo oriental en la temporada de 1997 contra Emelec el resultado fue el empate de los dos equipos 2 a 2 disputado el 25 de enero de 1998 en el Estadio Chillogallo.
Deportivo Cuenca ocupó en séptimo lugar de la Tabla general acumulada del Campeonato Nacional de 1997 disputando el último partido del equipo morlaco en la temporada de 1997 contra Emelec el resultado fue la derrota del equipo morlaco sobre el equipo millonario por 3 a 1 disputado el 23 de noviembre de 1997 en el Estadio George Capwell.
Técnico Universitario ocupó en octavo lugar de la Tabla general acumulada del Campeonato Nacional de 1997 disputando el último partido del equipo ambateño en la temporada de 1997 contra Olmedo el resultado fue la victoria del equipo ambateño sobre el equipo riobambeño por 2 a 1 disputado el 23 de noviembre de 1997 en el Estadio Bellavista de Ambato.
Olmedo ocupó en primer lugar del Cuadrangular del No Descenso del Campeonato Nacional de 1997 y noveno lugar de la Tabla general acumulada del Campeonato Nacional de 1997 disputando el último partido del equipo riobambeño en la temporada de 1997 contra Espoli el resultado fue el empate de los dos equipos 2 a 2 disputado el 21 de diciembre de 1997 en el Estadio Olímpico Atahualpa.
Espoli ocupó en segundo lugar del Cuadrangular del No Descenso del Campeonato Nacional de 1997 y décimo lugar de la Tabla general acumulada del Campeonato Nacional de 1997 disputando el último partido del equipo policial en la temporada de 1997 contra Olmedo el resultado fue el empate de los dos equipos 2 a 2 disputado el 21 de diciembre de 1997 en el Estadio Olímpico Atahualpa.
Panamá había abandonado la Serie B para ascender a la Serie A por primera vez en casi 75 años al ingresar a la misma categoría llevando el cuadro panamito al ascenso e ingreso a la Serie A de la temporada 1998 a finales de 1997, ahora debutó y estrenó en la Serie A por primera vez en su historia contando con la participación de un debutante del equipo panamito haciendo acto de presencia en un supuesto acto de presencia lista para actuar naturalmente en la división mayor tras su respectivo ascenso que otorgó al cuadro panamito el primer equipo ascendido a la división mayor del fútbol nacional como primera en la Serie B de 1997 en reemplazo del descendido Calvi.
Delfín había abandonado la Serie A para descender a la Serie B disputando el último partido del equipo cetáceo en la temporada de 1995 contra Liga de Portoviejo en el Clásico Manabita no se jugó por los 3 puntos de penalización ya que ambas escuadras habrían desistido de mutuo acuerdo, ya que el cuadro del Delfín ya había descendido a la Serie B de la temporada 1996, mientras que el cuadro del Liga de Portoviejo salvó la categoría una fecha antes disputado el 17 de diciembre de 1995 en el Estadio Reales Tamarindos de Portoviejo hace casi 3 años atrás, ahora retornó a la Serie A después de 3 años en reemplazo del descendido Deportivo Quevedo.

## Sistema de juego
En 1998 fue excepcional, tanto así que nunca más repitió su esquema que fue extraño y, a la vez, difícil de entender. Lo más curioso fue que no podían registrarse empates: aquellos encuentros que llegaban con paridad en el marcador, al final de los 90 minutos, debían definir un ganador en una serie de lanzamientos desde el punto de penal, penalti y pena máxima.
Los 12 equipos de la serie de privilegio jugaron la primera etapa todos contra todos. Luego de los 22 partidos cada uno, se dividieron en 3 zonas de 4 equipos; así: los 4 mejor ubicados jugaron el cuadrangular Pre-Libertadores; los ubicados desde la quinta hasta la octava posición jugaron el cuadrangular Pre-Conmebol; los 4 peor ubicados jugaron el cuadrangular del No Descenso.
En la segunda etapa, el ganador del cuadrangular Pre-Libertadores calificó de manera directa para la etapa final. El ganador del otro cuadrangular clasificó para la Copa Conmebol 1999. Los 4 equipos que jugaron el No Descenso puntuaron de forma negativa con -1, -2, -3 y -4 puntos para disputar el resto del torneo.
La tercera Etapa también se dividió en 3 cuadrangulares: Pre-Libertadores, Pre-Conmebol y No Descenso.
En la cuarta etapa, llegaron a la final los dos ganadores del cuadrangular Pre-Libertadores, tanto de la segunda etapa como de cuarta etapa; los triunfadores de la de la Pre-Conmebol, asimismo, tuvieron que definir su paso a este torneo internacional, y los equipos del No Descenso disputaron por los 2 cupos para permanecer la categoría.

## Relevo anual de clubes
| Pos. | de la Serie A     |
| ---- | ----------------- |
| 11º  | Calvi             |
| 12º  | Deportivo Quevedo |

| Pos. | de la Serie B |
| ---- | ------------- |
| 1º   | Panamá        |
| 2º   | Delfín        |

## Equipos participantes

### Datos de los clubes
Tomaron parte en las competición 12 equipos, entre ellos el debutante: el Panamá Sporting Club. También se destaca el retorno del histórico Delfín Sporting Club, tras 3 años ausente de la categoría.
| Equipo                | Ciudad                                                                        | Provincia                  | Estadio                                               | Capacidad            |
| --------------------- | ----------------------------------------------------------------------------- | -------------------------- | ----------------------------------------------------- | -------------------- |
| Aucas                 | Quito                                                                         | Pichincha                  | Chillogallo                                           | 18.799               |
| Barcelona             | Guayaquil                                                                     | Guayas                     | Monumental Isidro Romero Carbo                        | 57.267               |
| Delfín                | [[Archivo:\|20x20px\|border\|Bandera de Manta]] Manta Guayaquil Machala       | Manabí · Guayas · El Oro   | Jocay Modelo Alberto Spencer 9 de Mayo                | 17.834 48.780 16.456 |
| Deportivo Cuenca      | Cuenca                                                                        | Azuay                      | Alejandro Serrano Aguilar                             | 20.502               |
| Deportivo Quito       | Quito                                                                         | Pichincha                  | Olímpico Atahualpa                                    | 35.258               |
| El Nacional           | Quito                                                                         | Pichincha                  | Olímpico Atahualpa Casa Blanca                        | 35.258 41.575        |
| Emelec                | Guayaquil                                                                     | Guayas                     | George Capwell Modelo Alberto Spencer                 | 21.388 48.780        |
| Espoli                | Quito                                                                         | Pichincha                  | Olímpico Atahualpa Chillogallo                        | 35.258 18.799        |
| Liga de Quito         | Quito                                                                         | Pichincha                  | Casa Blanca                                           | 41.575               |
| Olmedo                | Riobamba                                                                      | Chimborazo                 | Olímpico (Riobamba)                                   | 14.400               |
| Panamá                | Guayaquil Milagro [[Archivo:\|20x20px\|border\|Bandera de Babahoyo]] Babahoyo | Guayas · Guayas · Los Ríos | Modelo Alberto Spencer Los Chirijos Rafael Vera Yépez | 48.780 15.000 11.000 |
| Técnico Universitario | Ambato                                                                        | Tungurahua                 | Bellavista                                            | 16.467               |

### Equipos por provincias
| Provincia  | N.º | Equipos                                                          |
| ---------- | --- | ---------------------------------------------------------------- |
| Pichincha  | 5   | - Aucas - Deportivo Quito - El Nacional - Espoli - Liga de Quito |
| Guayas     | 3   | - Barcelona - Emelec - Panamá                                    |
| Azuay      | 1   | - Deportivo Cuenca                                               |
| Chimborazo | 1   | - Olmedo                                                         |
| Manabí     | 1   | - Delfín                                                         |
| Tungurahua | 1   | - Técnico Universitario                                          |

| Delfín Barcelona Emelec Panamá Liga de Quito Espoli El Nacional Deportivo Quito Aucas Deportivo Cuenca Olmedo Técnico Universitario |

## Primera etapa

### Partidos y resultados
| Fecha 1 - 6-9 de marzo de 1998 | Fecha 1 - 6-9 de marzo de 1998 | Fecha 1 - 6-9 de marzo de 1998 |
| Equipo Local                   | Resultado                      | Equipo Visitante               |
| ------------------------------ | ------------------------------ | ------------------------------ |
| Deportivo Cuenca               | 1 - 0                          | Aucas                          |
| Deportivo Quito                | 1 (4) - 1 (3)                  | Liga de Quito                  |
| Espoli                         | 1 - 4                          | El Nacional                    |
| Emelec                         | 4 - 0                          | Olmedo                         |
| Delfín                         | 4 - 2                          | Panamá                         |
| Barcelona                      | 4 - 0                          | Técnico Universitario          |

| Fecha 2 - 15 de marzo y 9 de junio de 1998 | Fecha 2 - 15 de marzo y 9 de junio de 1998 | Fecha 2 - 15 de marzo y 9 de junio de 1998 |
| Equipo Local                               | Resultado                                  | Equipo Visitante                           |
| ------------------------------------------ | ------------------------------------------ | ------------------------------------------ |
| Aucas                                      | 2 - 1                                      | Emelec                                     |
| Liga de Quito                              | 4 - 2                                      | Delfín                                     |
| Panamá                                     | 1 (3) - 1 (1)                              | Deportivo Quito                            |
| Técnico Universitario                      | 0 - 1                                      | Espoli                                     |
| Olmedo                                     | 1 - 0                                      | Deportivo Cuenca                           |
| El Nacional                                | 3 - 0                                      | Barcelona                                  |

| Fecha 3 - 21-22 de marzo y 13 de mayo de 1998 | Fecha 3 - 21-22 de marzo y 13 de mayo de 1998 | Fecha 3 - 21-22 de marzo y 13 de mayo de 1998 |
| Equipo Local                                  | Resultado                                     | Equipo Visitante                              |
| --------------------------------------------- | --------------------------------------------- | --------------------------------------------- |
| Espoli                                        | 3 - 4                                         | Liga de Quito                                 |
| Emelec                                        | 3 - 0                                         | Técnico Universitario                         |
| Barcelona                                     | 1 (4) - 1 (3)                                 | Olmedo                                        |
| Deportivo Cuenca                              | 2 - 0                                         | Panamá                                        |
| Delfín                                        | 0 (5) - 0 (6)                                 | Aucas                                         |
| Deportivo Quito                               | 1 (2) - 1 (4)                                 | El Nacional                                   |

| Fecha 4 - 28-30 de marzo y 26 de mayo de 1998 | Fecha 4 - 28-30 de marzo y 26 de mayo de 1998 | Fecha 4 - 28-30 de marzo y 26 de mayo de 1998 |
| Equipo Local                                  | Resultado                                     | Equipo Visitante                              |
| --------------------------------------------- | --------------------------------------------- | --------------------------------------------- |
| Aucas                                         | 3 - 1                                         | Barcelona                                     |
| El Nacional                                   | 3 - 1                                         | Emelec                                        |
| Liga de Quito                                 | 0 - 1                                         | Deportivo Cuenca                              |
| Técnico Universitario                         | 3 - 5                                         | Deportivo Quito                               |
| Panamá                                        | 1 - 3                                         | Espoli                                        |
| Olmedo                                        | 0 (5) - 0 (4)                                 | Delfín                                        |

| Fecha 5 - 5 de abril y 17 de junio de 1998 | Fecha 5 - 5 de abril y 17 de junio de 1998 | Fecha 5 - 5 de abril y 17 de junio de 1998 |
| Equipo Local                               | Resultado                                  | Equipo Visitante                           |
| ------------------------------------------ | ------------------------------------------ | ------------------------------------------ |
| Espoli                                     | 1 - 0                                      | Aucas                                      |
| Deportivo Quito                            | 3 - 2                                      | Olmedo                                     |
| Emelec                                     | 4 - 1                                      | Liga de Quito                              |
| Barcelona                                  | 4 - 1                                      | Panamá                                     |
| Deportivo Cuenca                           | 0 (4) - 0 (5)                              | Técnico Universitario                      |
| Delfín                                     | 2 - 1                                      | El Nacional                                |

| Fecha 6 - 8 de abril de 1998 | Fecha 6 - 8 de abril de 1998 | Fecha 6 - 8 de abril de 1998 |
| Equipo Local                 | Resultado                    | Equipo Visitante             |
| ---------------------------- | ---------------------------- | ---------------------------- |
| El Nacional                  | 4 - 0                        | Deportivo Cuenca             |
| Liga de Quito                | 0 (6) - 0 (5)                | Barcelona                    |
| Espoli                       | 2 (6) - 2 (5)                | Emelec                       |
| Panamá                       | 1 - 0                        | Aucas                        |
| Delfín                       | 1 - 0                        | Deportivo Quito              |
| Olmedo                       | 2 - 1                        | Técnico Universitario        |

| Fecha 7 - 12 de abril y 21 de junio de 1998 | Fecha 7 - 12 de abril y 21 de junio de 1998 | Fecha 7 - 12 de abril y 21 de junio de 1998 |
| Equipo Local                                | Resultado                                   | Equipo Visitante                            |
| ------------------------------------------- | ------------------------------------------- | ------------------------------------------- |
| Deportivo Quito                             | 2 - 3                                       | Espoli                                      |
| Aucas                                       | 4 - 1                                       | El Nacional                                 |
| Emelec                                      | 1 (4) - 1 (3)                               | Barcelona                                   |
| Panamá                                      | 1 - 0                                       | Olmedo                                      |
| Deportivo Cuenca                            | 2 - 0                                       | Delfín                                      |
| Técnico Universitario                       | 0 - 3                                       | Liga de Quito                               |

| Fecha 8 - 19 de abril de 1998 | Fecha 8 - 19 de abril de 1998 | Fecha 8 - 19 de abril de 1998 |
| Equipo Local                  | Resultado                     | Equipo Visitante              |
| ----------------------------- | ----------------------------- | ----------------------------- |
| Liga de Quito                 | 2 (3) - 2 (1)                 | Aucas                         |
| El Nacional                   | 4 - 0                         | Panamá                        |
| Emelec                        | 2 - 0                         | Deportivo Cuenca              |
| Barcelona                     | 5 - 0                         | Deportivo Quito               |
| Delfín                        | 3 - 1                         | Técnico Universitario         |
| Olmedo                        | 4 - 1                         | Espoli                        |

| Fecha 9 - 22 de abril de 1998 | Fecha 9 - 22 de abril de 1998 | Fecha 9 - 22 de abril de 1998 |
| Equipo Local                  | Resultado                     | Equipo Visitante              |
| ----------------------------- | ----------------------------- | ----------------------------- |
| Espoli                        | 1 - 0                         | Delfín                        |
| Aucas                         | 1 (6) - 1 (5)                 | Deportivo Quito               |
| Liga de Quito                 | 2 - 1                         | Olmedo                        |
| Panamá                        | 0 - 2                         | Emelec                        |
| Deportivo Cuenca              | 0 (2) - 0 (3)                 | Barcelona                     |
| Técnico Universitario         | 2 (3) - 2 (0)                 | El Nacional                   |

| Fecha 10 - 26 de abril de 1998 | Fecha 10 - 26 de abril de 1998 | Fecha 10 - 26 de abril de 1998 |
| Equipo Local                   | Resultado                      | Equipo Visitante               |
| ------------------------------ | ------------------------------ | ------------------------------ |
| El Nacional                    | 3 - 2                          | Liga de Quito                  |
| Deportivo Quito                | 1 - 2                          | Deportivo Cuenca               |
| Barcelona                      | 2 - 0                          | Espoli                         |
| Panamá                         | 2 (3) - 2 (4)                  | Técnico Universitario          |
| Delfín                         | 2 (5) - 2 (4)                  | Emelec                         |
| Olmedo                         | 1 (3) - 1 (4)                  | Aucas                          |

| Fecha 11 - 2-4 de mayo de 1998 | Fecha 11 - 2-4 de mayo de 1998 | Fecha 11 - 2-4 de mayo de 1998 |
| Equipo Local                   | Resultado                      | Equipo Visitante               |
| ------------------------------ | ------------------------------ | ------------------------------ |
| Emelec                         | 2 (6) - 2 (5)                  | Deportivo Quito                |
| Deportivo Cuenca               | 2 - 1                          | Espoli                         |
| Técnico Universitario          | 1 - 2                          | Aucas                          |
| El Nacional                    | 0 - 1                          | Olmedo                         |
| Liga de Quito                  | 3 - 0                          | Panamá                         |
| Barcelona                      | 4 - 1                          | Delfín                         |

| Fecha 12 - 9 y 10 de mayo de 1998 | Fecha 12 - 9 y 10 de mayo de 1998 | Fecha 12 - 9 y 10 de mayo de 1998 |
| Equipo Local                      | Resultado                         | Equipo Visitante                  |
| --------------------------------- | --------------------------------- | --------------------------------- |
| Deportivo Quito                   | 2 (4) - 2 (3)                     | Emelec                            |
| Espoli                            | 1 - 0                             | Deportivo Cuenca                  |
| Aucas                             | 3 - 0                             | Técnico Universitario             |
| Olmedo                            | 0 (4) - 0 (3)                     | El Nacional                       |
| Panamá                            | 0 - 1                             | Liga de Quito                     |
| Delfín                            | 1 - 2                             | Barcelona                         |

| Fecha 13 - 15-17 de mayo de 1998 | Fecha 13 - 15-17 de mayo de 1998 | Fecha 13 - 15-17 de mayo de 1998 |
| Equipo Local                     | Resultado                        | Equipo Visitante                 |
| -------------------------------- | -------------------------------- | -------------------------------- |
| Liga de Quito                    | 1 - 0                            | El Nacional                      |
| Deportivo Cuenca                 | 0 (4) - 0 (5)                    | Deportivo Quito                  |
| Espoli                           | 2 - 1                            | Barcelona                        |
| Técnico Universitario            | 3 - 1                            | Panamá                           |
| Emelec                           | 1 - 0                            | Delfín                           |
| Aucas                            | 1 - 0                            | Olmedo                           |

| Fecha 14 - 20 de mayo de 1998 | Fecha 14 - 20 de mayo de 1998 | Fecha 14 - 20 de mayo de 1998 |
| Equipo Local                  | Resultado                     | Equipo Visitante              |
| ----------------------------- | ----------------------------- | ----------------------------- |
| Delfín                        | 3 - 0                         | Espoli                        |
| Olmedo                        | 1 (2) - 1 (3)                 | Liga de Quito                 |
| Deportivo Quito               | 3 - 2                         | Aucas                         |
| Emelec                        | 2 - 0                         | Panamá                        |
| El Nacional                   | 0 - 1                         | Técnico Universitario         |
| Barcelona                     | 1 (8) - 1 (9)                 | Deportivo Cuenca              |

| Fecha 15 - 23 y 24 de mayo de 1998 | Fecha 15 - 23 y 24 de mayo de 1998 | Fecha 15 - 23 y 24 de mayo de 1998 |
| Equipo Local                       | Resultado                          | Equipo Visitante                   |
| ---------------------------------- | ---------------------------------- | ---------------------------------- |
| Aucas                              | 1 - 2                              | Liga de Quito                      |
| Panamá                             | 1 (1) - 1 (3)                      | El Nacional                        |
| Deportivo Cuenca                   | 0 (4) - 0 (5)                      | Emelec                             |
| Deportivo Quito                    | 2 - 0                              | Barcelona                          |
| Técnico Universitario              | 3 - 2                              | Delfín                             |
| Espoli                             | 3 (4) - 3 (4)                      | Olmedo                             |

| Fecha 16 - 29-30 de mayo y 5 de julio de 1998 | Fecha 16 - 29-30 de mayo y 5 de julio de 1998 | Fecha 16 - 29-30 de mayo y 5 de julio de 1998 |
| Equipo Local                                  | Resultado                                     | Equipo Visitante                              |
| --------------------------------------------- | --------------------------------------------- | --------------------------------------------- |
| Espoli                                        | 3 - 1                                         | Deportivo Quito                               |
| El Nacional                                   | 1 (1) - 1 (3)                                 | Aucas                                         |
| Olmedo                                        | 1 - 0                                         | Panamá                                        |
| Delfín                                        | 3 - 1                                         | Deportivo Cuenca                              |
| Liga de Quito                                 | 2 - 0                                         | Técnico Universitario                         |
| Barcelona                                     | 1 - 3                                         | Emelec                                        |

| Fecha 17 - 3 de junio de 1998 | Fecha 17 - 3 de junio de 1998 | Fecha 17 - 3 de junio de 1998 |
| Equipo Local                  | Resultado                     | Equipo Visitante              |
| ----------------------------- | ----------------------------- | ----------------------------- |
| Deportivo Cuenca              | 2 - 1                         | El Nacional                   |
| Barcelona                     | 3 - 1                         | Liga de Quito                 |
| Emelec                        | 2 - 1                         | Espoli                        |
| Aucas                         | 2 - 0                         | Panamá                        |
| Deportivo Quito               | 2 (3) - 2 (4)                 | Delfín                        |
| Técnico Universitario         | 1 (5) - 1 (6)                 | Olmedo                        |

| Fecha 18 - 6 y 7 de junio de 1998 | Fecha 18 - 6 y 7 de junio de 1998 | Fecha 18 - 6 y 7 de junio de 1998 |
| Equipo Local                      | Resultado                         | Equipo Visitante                  |
| --------------------------------- | --------------------------------- | --------------------------------- |
| Aucas                             | 0 (3) - 0 (4)                     | Espoli                            |
| Olmedo                            | 3 - 0                             | Deportivo Quito                   |
| Liga de Quito                     | 6 - 1                             | Emelec                            |
| Panamá                            | 2 (4) - 2 (2)                     | Barcelona                         |
| Técnico Universitario             | 3 - 2                             | Deportivo Cuenca                  |
| El Nacional                       | 1 - 2                             | Delfín                            |

| Fecha 19 - 18 y 19 de julio de 1998 | Fecha 19 - 18 y 19 de julio de 1998 | Fecha 19 - 18 y 19 de julio de 1998 |
| Equipo Local                        | Resultado                           | Equipo Visitante                    |
| ----------------------------------- | ----------------------------------- | ----------------------------------- |
| Delfín                              | 1 (1) - 1 (4)                       | Olmedo                              |
| Barcelona                           | 2 (8) - 2 (7)                       | Aucas                               |
| Emelec                              | 1 - 0                               | El Nacional                         |
| Deportivo Cuenca                    | 1 - 3                               | Liga de Quito                       |
| Espoli                              | 5 - 1                               | Panamá                              |
| Deportivo Quito                     | 3 - 0                               | Técnico Universitario               |

| Fecha 20 - 26 de julio de 1998 | Fecha 20 - 26 de julio de 1998 | Fecha 20 - 26 de julio de 1998 |
| Equipo Local                   | Resultado                      | Equipo Visitante               |
| ------------------------------ | ------------------------------ | ------------------------------ |
| Liga de Quito                  | 1 (4) - 1 (3)                  | Espoli                         |
| El Nacional                    | 2 - 1                          | Deportivo Quito                |
| Técnico Universitario          | 2 (3) - 2 (2)                  | Emelec                         |
| Olmedo                         | 2 - 1                          | Barcelona                      |
| Panamá                         | 2 - 1                          | Deportivo Cuenca               |
| Aucas                          | 1 (3) - 1 (2)                  | Delfín                         |

| Fecha 21 - 29 de julio de 1998 | Fecha 21 - 29 de julio de 1998 | Fecha 21 - 29 de julio de 1998 |
| Equipo Local                   | Resultado                      | Equipo Visitante               |
| ------------------------------ | ------------------------------ | ------------------------------ |
| Emelec                         | 0 - 1                          | Aucas                          |
| Barcelona                      | 2 - 0                          | El Nacional                    |
| Delfín                         | 2 - 0                          | Liga de Quito                  |
| Espoli                         | 2 - 0                          | Técnico Universitario          |
| Deportivo Quito                | 2 - 0                          | Panamá                         |
| Deportivo Cuenca               | 0 - 1                          | Olmedo                         |

| Fecha 22 - 2 de agosto de 1998 | Fecha 22 - 2 de agosto de 1998 | Fecha 22 - 2 de agosto de 1998 |
| Equipo Local                   | Resultado                      | Equipo Visitante               |
| ------------------------------ | ------------------------------ | ------------------------------ |
| Aucas                          | 3 - 2                          | Deportivo Cuenca               |
| Liga de Quito                  | 0 (2) - 0 (3)                  | Deportivo Quito                |
| El Nacional                    | 3 - 1                          | Espoli                         |
| Olmedo                         | 2 (1) - 2 (4)                  | Emelec                         |
| Panamá                         | 1 (4) - 1 (3)                  | Delfín                         |
| Técnico Universitario          | 3 - 2                          | Barcelona                      |

### Tabla de posiciones
|  |  |     | Equipo                | PJ | PG | PE  | PP | GF | GC | DG  | PTS |
|  |  | --- | --------------------- | -- | -- | --- | -- | -- | -- | --- | --- |
|  |  | 1.  | Liga de Quito         | 22 | 11 | 5/1 | 5  | 40 | 27 | +13 | 44  |
|  |  | 2.  | Emelec                | 22 | 10 | 4/4 | 4  | 40 | 28 | +12 | 42  |
|  |  | 3.  | Aucas                 | 22 | 9  | 5/3 | 5  | 32 | 22 | +10 | 40  |
|  |  | 4.  | Olmedo                | 22 | 8  | 5/4 | 5  | 28 | 24 | +4  | 38  |
|  |  | 5.  | Espoli                | 22 | 10 | 2/2 | 8  | 36 | 36 | 0   | 36  |
|  |  | 6.  | Barcelona             | 22 | 8  | 3/4 | 7  | 39 | 29 | +10 | 34  |
|  |  | 7.  | Delfín                | 22 | 8  | 3/4 | 7  | 33 | 30 | +3  | 34  |
|  |  | 8.  | El Nacional           | 22 | 8  | 2/3 | 9  | 35 | 27 | +8  | 31  |
|  |  | 9.  | Deportivo Quito       | 22 | 6  | 3/6 | 7  | 34 | 36 | -2  | 30  |
|  |  | 10. | Deportivo Cuenca      | 22 | 7  | 1/4 | 10 | 20 | 27 | -7  | 27  |
|  |  | 11. | Técnico Universitario | 22 | 5  | 4/1 | 12 | 26 | 47 | -21 | 24  |
|  |  | 12. | Panamá                | 22 | 3  | 2/3 | 14 | 17 | 47 | -30 | 16  |

PJ = Partidos jugados; PG = Partidos ganados; PE = Partidos empatados; PP = Partidos perdidos; GF = Goles a favor; GC = Goles en contra; DG = Diferencia de gol; PTS = Puntos
|  | Clasificaron al Cuadrangular Pre-Libertadores. |
|  | Clasificaron al Cuadrangular Pre-Conmebol.     |
|  | Clasificaron al Cuadrangular del No Descenso.  |

## Segunda etapa

### Cuadrangular Pre-Libertadores

#### Partidos y resultados
| Fecha 1 - 9 y 19 de agosto de 1998 | Fecha 1 - 9 y 19 de agosto de 1998 | Fecha 1 - 9 y 19 de agosto de 1998 |
| Equipo Local                       | Resultado                          | Equipo Visitante                   |
| ---------------------------------- | ---------------------------------- | ---------------------------------- |
| Emelec                             | 2 - 1                              | Aucas                              |
| Liga de Quito                      | 2 - 0                              | Olmedo                             |

| Fecha 2 - 15 y 16 de agosto de 1998 | Fecha 2 - 15 y 16 de agosto de 1998 | Fecha 2 - 15 y 16 de agosto de 1998 |
| Equipo Local                        | Resultado                           | Equipo Visitante                    |
| ----------------------------------- | ----------------------------------- | ----------------------------------- |
| Olmedo                              | 0 - 1                               | Emelec                              |
| Aucas                               | 0 - 2                               | Liga de Quito                       |

| Fecha 3 - 23 de agosto de 1998 | Fecha 3 - 23 de agosto de 1998 | Fecha 3 - 23 de agosto de 1998 |
| Equipo Local                   | Resultado                      | Equipo Visitante               |
| ------------------------------ | ------------------------------ | ------------------------------ |
| Emelec                         | 1 - 0                          | Liga de Quito                  |
| Aucas                          | 2 - 0                          | Olmedo                         |

| Fecha 4 - 30 de agosto de 1998 | Fecha 4 - 30 de agosto de 1998 | Fecha 4 - 30 de agosto de 1998 |
| Equipo Local                   | Resultado                      | Equipo Visitante               |
| ------------------------------ | ------------------------------ | ------------------------------ |
| Liga de Quito                  | 1 - 3                          | Emelec                         |
| Olmedo                         | 0 - 1                          | Aucas                          |

| Fecha 5 - 6 de septiembre de 1998 | Fecha 5 - 6 de septiembre de 1998 | Fecha 5 - 6 de septiembre de 1998 |
| Equipo Local                      | Resultado                         | Equipo Visitante                  |
| --------------------------------- | --------------------------------- | --------------------------------- |
| Emelec                            | 4 - 1                             | Olmedo                            |
| Liga de Quito                     | 1 - 0                             | Aucas                             |

| Fecha 6 - 13 de septiembre de 1998 | Fecha 6 - 13 de septiembre de 1998 | Fecha 6 - 13 de septiembre de 1998 |
| Equipo Local                       | Resultado                          | Equipo Visitante                   |
| ---------------------------------- | ---------------------------------- | ---------------------------------- |
| Olmedo                             | 1 (3) - 1 (5)                      | Liga de Quito                      |
| Aucas                              | 2 - 1                              | Emelec                             |

#### Tabla de posiciones
|  |  |    | Equipo        | PJ | PG | PE  | PP | GF | GC | DG  | PTS |
|  |  | -- | ------------- | -- | -- | --- | -- | -- | -- | --- | --- |
|  |  | 1. | Emelec        | 6  | 5  | 0/0 | 1  | 12 | 5  | +7  | 15  |
|  |  | 2. | Liga de Quito | 6  | 3  | 1/0 | 2  | 7  | 5  | +2  | 11  |
|  |  | 3. | Aucas         | 6  | 3  | 0/0 | 3  | 7  | 6  | +1  | 9   |
|  |  | 4. | Olmedo        | 6  | 0  | 0/1 | 5  | 2  | 12 | -10 | 1   |

PJ = Partidos jugados; PG = Partidos ganados; PE = Partidos empatados; PP = Partidos perdidos; GF = Goles a favor; GC = Goles en contra; DG = Diferencia de gol; PTS = Puntos
|  | Clasificó a la Final del Campeonato Nacional y a la Copa Libertadores 1999. |

### Cuadrangular Pre-Conmebol

#### Partidos y resultados
| Fecha 1 - 9 de agosto de 1998 | Fecha 1 - 9 de agosto de 1998 | Fecha 1 - 9 de agosto de 1998 |
| Equipo Local                  | Resultado                     | Equipo Visitante              |
| ----------------------------- | ----------------------------- | ----------------------------- |
| Barcelona                     | 0 (3) - 0 (5)                 | El Nacional                   |
| Espoli                        | 5 - 2                         | Delfín                        |

| Fecha 2 - 15 y 19 de agosto de 1998 | Fecha 2 - 15 y 19 de agosto de 1998 | Fecha 2 - 15 y 19 de agosto de 1998 |
| Equipo Local                        | Resultado                           | Equipo Visitante                    |
| ----------------------------------- | ----------------------------------- | ----------------------------------- |
| El Nacional                         | 3 - 0                               | Espoli                              |
| Delfín                              | 1 - 0                               | Barcelona                           |

| Fecha 3 - 23 de agosto y 2 de septiembre de 1998 | Fecha 3 - 23 de agosto y 2 de septiembre de 1998 | Fecha 3 - 23 de agosto y 2 de septiembre de 1998 |
| Equipo Local                                     | Resultado                                        | Equipo Visitante                                 |
| ------------------------------------------------ | ------------------------------------------------ | ------------------------------------------------ |
| El Nacional                                      | 4 - 1                                            | Delfín                                           |
| Barcelona                                        | 3 - 2                                            | Espoli                                           |

| Fecha 4 - 30 de agosto de 1998 | Fecha 4 - 30 de agosto de 1998 | Fecha 4 - 30 de agosto de 1998 |
| Equipo Local                   | Resultado                      | Equipo Visitante               |
| ------------------------------ | ------------------------------ | ------------------------------ |
| Espoli                         | 1 (5) - 1 (4)                  | Barcelona                      |
| Delfín                         | 0 - 1                          | El Nacional                    |

| Fecha 5 - 6 de septiembre de 1998 | Fecha 5 - 6 de septiembre de 1998 | Fecha 5 - 6 de septiembre de 1998 |
| Equipo Local                      | Resultado                         | Equipo Visitante                  |
| --------------------------------- | --------------------------------- | --------------------------------- |
| Espoli                            | 0 (4) - 0 (5)                     | El Nacional                       |
| Barcelona                         | 3 - 0                             | Delfín                            |

| Fecha 6 - 11 y 13 de septiembre de 1998 | Fecha 6 - 11 y 13 de septiembre de 1998 | Fecha 6 - 11 y 13 de septiembre de 1998 |
| Equipo Local                            | Resultado                               | Equipo Visitante                        |
| --------------------------------------- | --------------------------------------- | --------------------------------------- |
| El Nacional                             | 1 - 2                                   | Barcelona                               |
| Delfín                                  | 1 - 0                                   | Espoli                                  |

#### Tabla de posiciones
|  |  |    | Equipo      | PJ | PG | PE  | PP | GF | GC | DG | PTS |
|  |  | -- | ----------- | -- | -- | --- | -- | -- | -- | -- | --- |
|  |  | 1. | El Nacional | 6  | 3  | 2/0 | 1  | 9  | 3  | +6 | 13  |
|  |  | 2. | Barcelona   | 6  | 3  | 0/2 | 1  | 9  | 5  | +4 | 11  |
|  |  | 3. | Espoli      | 6  | 1  | 1/1 | 3  | 8  | 10 | -2 | 6   |
|  |  | 4. | Delfín      | 6  | 2  | 0/0 | 4  | 5  | 13 | -8 | 6   |

PJ = Partidos jugados; PG = Partidos ganados; PE = Partidos empatados; PP = Partidos perdidos; GF = Goles a favor; GC = Goles en contra; DG = Diferencia de gol; PTS = Puntos
|  | Disputó por un lugar en la Copa Conmebol 1999 contra el ganador del Cuadrangular Pre-Conmebol de la Cuarta Etapa. |

### Cuadrangular del No Descenso

#### Partidos y resultados
| Fecha 1 - 9 de agosto de 1998 | Fecha 1 - 9 de agosto de 1998 | Fecha 1 - 9 de agosto de 1998 |
| Equipo Local                  | Resultado                     | Equipo Visitante              |
| ----------------------------- | ----------------------------- | ----------------------------- |
| Deportivo Cuenca              | 1 - 2                         | Deportivo Quito               |
| Panamá                        | 4 - 1                         | Técnico Universitario         |

| Fecha 2 - 15 de agosto de 1998 | Fecha 2 - 15 de agosto de 1998 | Fecha 2 - 15 de agosto de 1998 |
| Equipo Local                   | Resultado                      | Equipo Visitante               |
| ------------------------------ | ------------------------------ | ------------------------------ |
| Técnico Universitario          | 3 - 0                          | Deportivo Cuenca               |
| Deportivo Quito                | 0 (4) - 0 (5)                  | Panamá                         |

| Fecha 3 - 23 de agosto de 1998 | Fecha 3 - 23 de agosto de 1998 | Fecha 3 - 23 de agosto de 1998 |
| Equipo Local                   | Resultado                      | Equipo Visitante               |
| ------------------------------ | ------------------------------ | ------------------------------ |
| Técnico Universitario          | 1 - 2                          | Deportivo Quito                |
| Panamá                         | 1 - 0                          | Deportivo Cuenca               |

| Fecha 4 - 29 y 30 de agosto de 1998 | Fecha 4 - 29 y 30 de agosto de 1998 | Fecha 4 - 29 y 30 de agosto de 1998 |
| Equipo Local                        | Resultado                           | Equipo Visitante                    |
| ----------------------------------- | ----------------------------------- | ----------------------------------- |
| Deportivo Quito                     | 3 - 1                               | Técnico Universitario               |
| Deportivo Cuenca                    | 3 - 0                               | Panamá                              |

| Fecha 5 - 6 de septiembre de 1998 | Fecha 5 - 6 de septiembre de 1998 | Fecha 5 - 6 de septiembre de 1998 |
| Equipo Local                      | Resultado                         | Equipo Visitante                  |
| --------------------------------- | --------------------------------- | --------------------------------- |
| Panamá                            | 1 - 3                             | Deportivo Quito                   |
| Deportivo Cuenca                  | 0 (4) - 0 (5)                     | Técnico Universitario             |

| Fecha 6 - 11 y 13 de septiembre de 1998 | Fecha 6 - 11 y 13 de septiembre de 1998 | Fecha 6 - 11 y 13 de septiembre de 1998 |
| Equipo Local                            | Resultado                               | Equipo Visitante                        |
| --------------------------------------- | --------------------------------------- | --------------------------------------- |
| Deportivo Quito                         | 1 (4) - 1 (3)                           | Deportivo Cuenca                        |
| Técnico Universitario                   | 2 - 0                                   | Panamá                                  |

#### Tabla de posiciones
|  |  |    | Equipo                | PJ | PG | PE  | PP | GF | GC | DG | PTS | PP |
|  |  | -- | --------------------- | -- | -- | --- | -- | -- | -- | -- | --- | -- |
|  |  | 1. | Deportivo Quito       | 6  | 4  | 1/1 | 0  | 11 | 5  | +6 | 15  | -1 |
|  |  | 2. | Técnico Universitario | 6  | 2  | 1/0 | 3  | 8  | 9  | -1 | 8   | -2 |
|  |  | 3. | Panamá                | 6  | 2  | 1/0 | 3  | 6  | 9  | -3 | 8   | -3 |
|  |  | 4. | Deportivo Cuenca      | 6  | 1  | 0/2 | 3  | 5  | 7  | -2 | 5   | -4 |

PJ = Partidos jugados; PG = Partidos ganados; PE = Partidos empatados; PP = Partidos perdidos; GF = Goles a favor; GC = Goles en contra; DG = Diferencia de gol; PTS = Puntos; PP = Puntos de Penalización

## Tercera etapa

### Partidos y resultados
| Fecha 1 - 20 de septiembre de 1998 | Fecha 1 - 20 de septiembre de 1998 | Fecha 1 - 20 de septiembre de 1998 |
| Equipo Local                       | Resultado                          | Equipo Visitante                   |
| ---------------------------------- | ---------------------------------- | ---------------------------------- |
| Emelec                             | 3 (3) - 3 (4)                      | El Nacional                        |
| Barcelona                          | 2 - 1                              | Delfín                             |
| Deportivo Quito                    | 5 - 1                              | Panamá                             |
| Espoli                             | 1 - 2                              | Aucas                              |
| Liga de Quito                      | 4 - 0                              | Técnico Universitario              |
| Deportivo Cuenca                   | 2 (5) - 2 (6)                      | Olmedo                             |

| Fecha 2 - 26-27 de septiembre y 4 de noviembre de 1998 | Fecha 2 - 26-27 de septiembre y 4 de noviembre de 1998 | Fecha 2 - 26-27 de septiembre y 4 de noviembre de 1998 |
| Equipo Local                                           | Resultado                                              | Equipo Visitante                                       |
| ------------------------------------------------------ | ------------------------------------------------------ | ------------------------------------------------------ |
| Panamá                                                 | 1 (4) - 1 (3)                                          | Espoli                                                 |
| Técnico Universitario                                  | 3 (4) - 3 (3)                                          | Deportivo Cuenca                                       |
| Olmedo                                                 | 2 - 1                                                  | Barcelona                                              |
| Aucas                                                  | 3 - 1                                                  | Emelec                                                 |
| Delfín                                                 | 2 (1) - 2 (4)                                          | Liga de Quito                                          |
| El Nacional                                            | 1 - 3                                                  | Deportivo Quito                                        |

| Fecha 3 - 2, 3 y 4 de octubre de 1998 | Fecha 3 - 2, 3 y 4 de octubre de 1998 | Fecha 3 - 2, 3 y 4 de octubre de 1998 |
| Equipo Local                          | Resultado                             | Equipo Visitante                      |
| ------------------------------------- | ------------------------------------- | ------------------------------------- |
| Deportivo Cuenca                      | 0 - 2                                 | Liga de Quito                         |
| Espoli                                | 2 - 3                                 | Deportivo Quito                       |
| Aucas                                 | 2 - 0                                 | El Nacional                           |
| Emelec                                | 2 - 0                                 | Panamá                                |
| Barcelona                             | 4 - 0                                 | Técnico Universitario                 |
| Olmedo                                | 2 - 0                                 | Delfín                                |

| Fecha 4 - 9, 10 y 11 de octubre de 1998 | Fecha 4 - 9, 10 y 11 de octubre de 1998 | Fecha 4 - 9, 10 y 11 de octubre de 1998 |
| Equipo Local                            | Resultado                               | Equipo Visitante                        |
| --------------------------------------- | --------------------------------------- | --------------------------------------- |
| Deportivo Quito                         | 2 - 0                                   | Emelec                                  |
| El Nacional                             | 1 - 0                                   | Espoli                                  |
| Panamá                                  | 1 (4) - 1 (2)                           | Aucas                                   |
| Liga de Quito                           | 0 (7) - 0 (6)                           | Barcelona                               |
| Delfín                                  | 0 (5) - 0 (4)                           | Deportivo Cuenca                        |
| Técnico Universitario                   | 0 - 2                                   | Olmedo                                  |

| Fecha 5 - 17 y 18 de octubre de 1998 | Fecha 5 - 17 y 18 de octubre de 1998 | Fecha 5 - 17 y 18 de octubre de 1998 |
| Equipo Local                         | Resultado                            | Equipo Visitante                     |
| ------------------------------------ | ------------------------------------ | ------------------------------------ |
| El Nacional                          | 2 - 1                                | Panamá                               |
| Barcelona                            | 4 - 0                                | Deportivo Cuenca                     |
| Aucas                                | 1 - 0                                | Deportivo Quito                      |
| Emelec                               | 4 - 1                                | Espoli                               |
| Técnico Universitario                | 2 - 0                                | Delfín                               |
| Olmedo                               | 0 - 2                                | Liga de Quito                        |

| Fecha 6 - 24 y 25 de octubre de 1998 | Fecha 6 - 24 y 25 de octubre de 1998 | Fecha 6 - 24 y 25 de octubre de 1998 |
| Equipo Local                         | Resultado                            | Equipo Visitante                     |
| ------------------------------------ | ------------------------------------ | ------------------------------------ |
| Deportivo Quito                      | 2 - 1                                | Aucas                                |
| Panamá                               | 2 - 4                                | El Nacional                          |
| Espoli                               | 4 - 1                                | Emelec                               |
| Deportivo Cuenca                     | 0 - 2                                | Barcelona                            |
| Delfín                               | 0 (3) - 0 (4)                        | Técnico Universitario                |
| Liga de Quito                        | 3 - 2                                | Olmedo                               |

| Fecha 7 - 31 de octubre y 1 de noviembre de 1998 | Fecha 7 - 31 de octubre y 1 de noviembre de 1998 | Fecha 7 - 31 de octubre y 1 de noviembre de 1998 |
| Equipo Local                                     | Resultado                                        | Equipo Visitante                                 |
| ------------------------------------------------ | ------------------------------------------------ | ------------------------------------------------ |
| Espoli                                           | 3 - 1                                            | El Nacional                                      |
| Emelec                                           | 1 - 2                                            | Deportivo Quito                                  |
| Barcelona                                        | 1 - 0                                            | Liga de Quito                                    |
| Aucas                                            | 2 - 1                                            | Panamá                                           |
| Deportivo Cuenca                                 | 4 - 1                                            | Delfín                                           |
| Olmedo                                           | 1 (4) - 1 (3)                                    | Técnico Universitario                            |

| Fecha 8 - 8 de noviembre de 1998 | Fecha 8 - 8 de noviembre de 1998 | Fecha 8 - 8 de noviembre de 1998 |
| Equipo Local                     | Resultado                        | Equipo Visitante                 |
| -------------------------------- | -------------------------------- | -------------------------------- |
| El Nacional                      | 1 (4) - 1 (3)                    | Aucas                            |
| Deportivo Quito                  | 2 - 3                            | Espoli                           |
| Panamá                           | 1 - 2                            | Emelec                           |
| Técnico Universitario            | 1 (3) - 1 (4)                    | Barcelona                        |
| Liga de Quito                    | 1 - 0                            | Deportivo Cuenca                 |
| Delfín                           | 6 - 1                            | Olmedo                           |

| Fecha 9 - 15 de noviembre de 1998 | Fecha 9 - 15 de noviembre de 1998 | Fecha 9 - 15 de noviembre de 1998 |
| Equipo Local                      | Resultado                         | Equipo Visitante                  |
| --------------------------------- | --------------------------------- | --------------------------------- |
| Deportivo Quito                   | 3 (3) - 3 (4)                     | El Nacional                       |
| Emelec                            | 4 - 0                             | Aucas                             |
| Espoli                            | 6 - 0                             | Panamá                            |
| Liga de Quito                     | 4 - 0                             | Delfín                            |
| Deportivo Cuenca                  | 0 (4) - 0 (3)                     | El Nacional                       |
| Barcelona                         | 2 - 1                             | Olmedo                            |

| Fecha 10 - 22 de noviembre de 1998 | Fecha 10 - 22 de noviembre de 1998 | Fecha 10 - 22 de noviembre de 1998 |
| Equipo Local                       | Resultado                          | Equipo Visitante                   |
| ---------------------------------- | ---------------------------------- | ---------------------------------- |
| El Nacional                        | 2 - 1                              | Emelec                             |
| Delfín                             | 3 - 1                              | Barcelona                          |
| Panamá                             | 1 (4) - 1 (1)                      | Deportivo Quito                    |
| Aucas                              | 0 (3) - 0 (1)                      | Espoli                             |
| Técnico Universitario              | 0 (3) - 0 (4)                      | Liga de Quito                      |
| Olmedo                             | 1 - 2                              | Deportivo Cuenca                   |

### Tabla de posiciones
Sextangular A
|  |  |    | Equipo          | PJ | PG | PE  | PP | GF | GC | DG  | PTS |
|  |  | -- | --------------- | -- | -- | --- | -- | -- | -- | --- | --- |
|  |  | 1. | Deportivo Quito | 10 | 6  | 0/2 | 2  | 23 | 14 | +9  | 20  |
|  |  | 2. | Aucas           | 10 | 5  | 1/2 | 2  | 13 | 11 | +2  | 19  |
|  |  | 3. | El Nacional     | 10 | 4  | 3/0 | 3  | 18 | 19 | -1  | 18  |
|  |  | 4. | Espoli          | 10 | 4  | 0/2 | 4  | 21 | 15 | +6  | 14  |
|  |  | 5. | Emelec          | 10 | 4  | 0/1 | 5  | 19 | 18 | +1  | 13  |
|  |  | 6. | Panamá          | 10 | 0  | 3/0 | 7  | 9  | 26 | -17 | 6   |

Sextangular B
|  |  |    | Equipo                | PJ | PG | PE  | PP | GF | GC | DG  | PTS |
|  |  | -- | --------------------- | -- | -- | --- | -- | -- | -- | --- | --- |
|  |  | 1. | Liga de Quito         | 10 | 6  | 3/0 | 1  | 18 | 5  | +13 | 24  |
|  |  | 2. | Barcelona             | 10 | 6  | 1/1 | 2  | 17 | 7  | +10 | 21  |
|  |  | 3. | Olmedo                | 10 | 3  | 2/0 | 5  | 14 | 19 | -5  | 13  |
|  |  | 4. | Deportivo Cuenca      | 10 | 2  | 1/3 | 4  | 11 | 16 | -5  | 11  |
|  |  | 5. | Técnico Universitario | 10 | 1  | 3/3 | 3  | 10 | 17 | -7  | 11  |
|  |  | 6. | Delfín                | 10 | 2  | 1/2 | 5  | 16 | 22 | -6  | 10  |

PJ = Partidos jugados; PG = Partidos ganados; PE = Partidos empatados; PP = Partidos perdidos; GF = Goles a favor; GC = Goles en contra; DG = Diferencia de gol; PTS = Puntos
|  | Clasificaron al Cuadrangular Pre-Libertadores. |
|  | Clasificaron al Cuadrangular Pre-Conmebol.     |
|  | Clasificaron al Cuadrangular del No Descenso.  |

#### Evolución de la clasificación
Sextangular A
Sextangular B

## Cuarta etapa

### Cuadrangular Pre-Libertadores

#### Partidos y resultados
| Fecha 1 - 29 de noviembre de 1998 | Fecha 1 - 29 de noviembre de 1998 | Fecha 1 - 29 de noviembre de 1998 |
| Equipo Local                      | Resultado                         | Equipo Visitante                  |
| --------------------------------- | --------------------------------- | --------------------------------- |
| Aucas                             | 2 - 1                             | Liga de Quito                     |
| Deportivo Quito                   | 2 - 0                             | Barcelona                         |

| Fecha 2 - 2 de diciembre de 1998 | Fecha 2 - 2 de diciembre de 1998 | Fecha 2 - 2 de diciembre de 1998 |
| Equipo Local                     | Resultado                        | Equipo Visitante                 |
| -------------------------------- | -------------------------------- | -------------------------------- |
| Liga de Quito                    | 1 - 0                            | Deportivo Quito                  |
| Barcelona                        | 1 - 0                            | Aucas                            |

| Fecha 3 - 6 de diciembre de 1998 | Fecha 3 - 6 de diciembre de 1998 | Fecha 3 - 6 de diciembre de 1998 |
| Equipo Local                     | Resultado                        | Equipo Visitante                 |
| -------------------------------- | -------------------------------- | -------------------------------- |
| Liga de Quito                    | 1 (2) - 1 (4)                    | Barcelona                        |
| Deportivo Quito                  | 0 - 2                            | Aucas                            |

| Fecha 4 - 12 y 13 de diciembre de 1998 | Fecha 4 - 12 y 13 de diciembre de 1998 | Fecha 4 - 12 y 13 de diciembre de 1998 |
| Equipo Local                           | Resultado                              | Equipo Visitante                       |
| -------------------------------------- | -------------------------------------- | -------------------------------------- |
| Barcelona                              | 2 (4) - 2 (3)                          | Liga de Quito                          |
| Aucas                                  | 1 (2) - 1 (4)                          | Deportivo Quito                        |

| Fecha 5 - 16 de diciembre de 1998 | Fecha 5 - 16 de diciembre de 1998 | Fecha 5 - 16 de diciembre de 1998 |
| Equipo Local                      | Resultado                         | Equipo Visitante                  |
| --------------------------------- | --------------------------------- | --------------------------------- |
| Deportivo Quito                   | 0 - 1                             | Liga de Quito                     |
| Aucas                             | 1 - 0                             | Barcelona                         |

| Fecha 6 - 20 de diciembre de 1998 | Fecha 6 - 20 de diciembre de 1998 | Fecha 6 - 20 de diciembre de 1998 |
| Equipo Local                      | Resultado                         | Equipo Visitante                  |
| --------------------------------- | --------------------------------- | --------------------------------- |
| Liga de Quito                     | 3 - 1                             | Aucas                             |
| Barcelona                         | 5 - 0                             | Deportivo Quito                   |

#### Tabla de posiciones
|  |  |    | Equipo          | PJ | PG | PE  | PP | GF | GC | DG | PTS |
|  |  | -- | --------------- | -- | -- | --- | -- | -- | -- | -- | --- |
|  |  | 1. | Liga de Quito   | 6  | 3  | 0/2 | 1  | 9  | 6  | +3 | 11  |
|  |  | 2. | Barcelona       | 6  | 2  | 2/0 | 2  | 9  | 6  | +3 | 10  |
|  |  | 3. | Aucas           | 6  | 3  | 0/1 | 2  | 7  | 6  | +1 | 10  |
|  |  | 4. | Deportivo Quito | 6  | 1  | 1/0 | 4  | 3  | 10 | -7 | 5   |

PJ = Partidos jugados; PG = Partidos ganados; PE = Partidos empatados; PP = Partidos perdidos; GF = Goles a favor; GC = Goles en contra; DG = Diferencia de gol; PTS = Puntos
|  | Clasificó a la Final del Campeonato Nacional y a la Copa Libertadores 1999. |

### Cuadrangular Pre-Conmebol

#### Partidos y resultados
| Fecha 1 - 29 de noviembre de 1998 | Fecha 1 - 29 de noviembre de 1998 | Fecha 1 - 29 de noviembre de 1998 |
| Equipo Local                      | Resultado                         | Equipo Visitante                  |
| --------------------------------- | --------------------------------- | --------------------------------- |
| Deportivo Cuenca                  | 1 - 0                             | Espoli                            |
| El Nacional                       | 0 (2) - 0 (3)                     | Olmedo                            |

| Fecha 2 - 2 de diciembre de 1998 | Fecha 2 - 2 de diciembre de 1998 | Fecha 2 - 2 de diciembre de 1998 |
| Equipo Local                     | Resultado                        | Equipo Visitante                 |
| -------------------------------- | -------------------------------- | -------------------------------- |
| Espoli                           | 4 - 3                            | Deportivo Quito                  |
| Olmedo                           | 0 - 3                            | Deportivo Cuenca                 |

| Fecha 3 - 6 de diciembre de 1998 | Fecha 3 - 6 de diciembre de 1998 | Fecha 3 - 6 de diciembre de 1998 |
| Equipo Local                     | Resultado                        | Equipo Visitante                 |
| -------------------------------- | -------------------------------- | -------------------------------- |
| Deportivo Cuenca                 | 3 - 0                            | El Nacional                      |
| Espoli                           | 4 - 0                            | Olmedo                           |

| Fecha 4 - 12 y 13 de diciembre de 1998 | Fecha 4 - 12 y 13 de diciembre de 1998 | Fecha 4 - 12 y 13 de diciembre de 1998 |
| Equipo Local                           | Resultado                              | Equipo Visitante                       |
| -------------------------------------- | -------------------------------------- | -------------------------------------- |
| El Nacional                            | 1 - 0                                  | Deportivo Cuenca                       |
| Olmedo                                 | 1 (7) - 1 (6)                          | Espoli                                 |

| Fecha 5 - 16 de diciembre de 1998 | Fecha 5 - 16 de diciembre de 1998 | Fecha 5 - 16 de diciembre de 1998 |
| Equipo Local                      | Resultado                         | Equipo Visitante                  |
| --------------------------------- | --------------------------------- | --------------------------------- |
| El Nacional                       | 1 - 3                             | Espoli                            |
| Deportivo Cuenca                  | 3 - 0                             | Olmedo                            |

| Fecha 6 - 20 de diciembre de 1998 | Fecha 6 - 20 de diciembre de 1998 | Fecha 6 - 20 de diciembre de 1998 |
| Equipo Local                      | Resultado                         | Equipo Visitante                  |
| --------------------------------- | --------------------------------- | --------------------------------- |
| Espoli                            | 1 - 2                             | Deportivo Cuenca                  |
| Olmedo                            | 1 (5) - 1 (3)                     | El Nacional                       |

#### Tabla de posiciones
|  |  |    | Equipo           | PJ | PG | PE  | PP | GF | GC | DG  | PTS |
|  |  | -- | ---------------- | -- | -- | --- | -- | -- | -- | --- | --- |
|  |  | 1. | Deportivo Cuenca | 6  | 5  | 0/0 | 1  | 12 | 2  | +10 | 15  |
|  |  | 2. | Espoli           | 6  | 3  | 0/1 | 2  | 13 | 8  | +5  | 10  |
|  |  | 3. | Olmedo           | 6  | 0  | 3/0 | 3  | 2  | 12 | -10 | 6   |
|  |  | 4. | El Nacional      | 6  | 1  | 0/2 | 3  | 6  | 11 | -5  | 5   |

PJ = Partidos jugados; PG = Partidos ganados; PE = Partidos empatados; PP = Partidos perdidos; GF = Goles a favor; GC = Goles en contra; DG = Diferencia de gol; PTS = Puntos
|  | Disputó por un lugar en la Copa Conmebol 1999 contra el ganador del Cuadrangular Pre-Conmebol de la Segunda Etapa. |

### Cuadrangular del No Descenso

#### Partidos y resultados
| Fecha 1 - 29 de noviembre de 1998 | Fecha 1 - 29 de noviembre de 1998 | Fecha 1 - 29 de noviembre de 1998 |
| Equipo Local                      | Resultado                         | Equipo Visitante                  |
| --------------------------------- | --------------------------------- | --------------------------------- |
| Panamá                            | 1 - 3                             | Emelec                            |
| Técnico Universitario             | 5 - 0                             | Delfín                            |

| Fecha 2 - 2 de diciembre de 1998 | Fecha 2 - 2 de diciembre de 1998 | Fecha 2 - 2 de diciembre de 1998 |
| Equipo Local                     | Resultado                        | Equipo Visitante                 |
| -------------------------------- | -------------------------------- | -------------------------------- |
| Emelec                           | 4 - 1                            | Técnico Universitario            |
| Delfín                           | 2 - 1                            | Panamá                           |

| Fecha 3 - 6 de diciembre de 1998 | Fecha 3 - 6 de diciembre de 1998 | Fecha 3 - 6 de diciembre de 1998 |
| Equipo Local                     | Resultado                        | Equipo Visitante                 |
| -------------------------------- | -------------------------------- | -------------------------------- |
| Delfín                           | 2 - 4                            | Emelec                           |
| Panamá                           | 3 - 1                            | Técnico Universitario            |

| Fecha 4 - 13 de diciembre de 1998 | Fecha 4 - 13 de diciembre de 1998 | Fecha 4 - 13 de diciembre de 1998 |
| Equipo Local                      | Resultado                         | Equipo Visitante                  |
| --------------------------------- | --------------------------------- | --------------------------------- |
| Emelec                            | 5 - 0                             | Delfín                            |
| Técnico Universitario             | 2 - 1                             | Panamá                            |

| Fecha 5 - 16 de diciembre de 1998 | Fecha 5 - 16 de diciembre de 1998 | Fecha 5 - 16 de diciembre de 1998 |
| Equipo Local                      | Resultado                         | Equipo Visitante                  |
| --------------------------------- | --------------------------------- | --------------------------------- |
| Técnico Universitario             | 2 - 1                             | Emelec                            |
| Panamá                            | 0 - 1                             | Delfín                            |

| Fecha 6 - 20 de diciembre de 1998 | Fecha 6 - 20 de diciembre de 1998 | Fecha 6 - 20 de diciembre de 1998 |
| Equipo Local                      | Resultado                         | Equipo Visitante                  |
| --------------------------------- | --------------------------------- | --------------------------------- |
| Emelec                            | 3 (4) - 3 (2)                     | Panamá                            |
| Delfín                            | 3 - 0                             | Técnico Universitario             |

#### Tabla de posiciones
|  |  |    | Equipo                | PJ | PG | PE  | PP | GF | GC | DG  | PTS | PP |
|  |  | -- | --------------------- | -- | -- | --- | -- | -- | -- | --- | --- | -- |
|  |  | 1. | Emelec                | 6  | 4  | 1/0 | 1  | 20 | 9  | +11 | 14  | -1 |
|  |  | 2. | Técnico Universitario | 6  | 3  | 0/0 | 3  | 11 | 12 | -1  | 9   | -2 |
|  |  | 3. | Delfín                | 6  | 3  | 0/0 | 3  | 8  | 15 | -7  | 9   | -3 |
|  |  | 4. | Panamá                | 6  | 1  | 0/1 | 4  | 9  | 12 | -3  | 4   | -4 |

PJ = Partidos jugados; PG = Partidos ganados; PE = Partidos empatados; PP = Partidos perdidos; GF = Goles a favor; GC = Goles en contra; DG = Diferencia de gol; PTS = Puntos; PP = Puntos de Penalización

## Tabla del Descenso
|  |  |    | Equipo                | PP |
|  |  | -- | --------------------- | -- |
|  |  | 1. | Emelec                | -1 |
|  |  | 2. | Deportivo Quito       | -1 |
|  |  | 3. | Delfín                | -3 |
|  |  | 4. | Deportivo Cuenca      | -4 |
|  |  | 5. | Técnico Universitario | -4 |
|  |  | 6. | Panamá                | -7 |

PP = Puntos de Penalización
 NOTA: Deportivo Cuenca no pudo ser descendido en virtud de ganar el Cuadrangular Pre-Conmebol de la Cuarta Etapa.
|  | Descendieron a la Serie B. |

## Quinta etapa (Finales)
La disputaron entre Liga Deportiva Universitaria y Emelec, ganando el equipo albo.
| Fecha                                                                     | Ciudad    | Equipo local      | Resultado | Equipo visitante |
| ------------------------------------------------------------------------- | --------- | ----------------- | --------- | ---------------- |
| 23 de diciembre de 1998                                                   | Guayaquil | Emelec            | 1 - 0     | Liga de Quito    |
| 27 de diciembre de 1998                                                   | Quito     | Liga de Quito (C) | 7 - 0     | Emelec           |
| Liga Deportiva Universitaria es el campeón con el marcador global de 7-1. |           |                   |           |                  |

### Campeón
|                                                 |
|                                                 |
| Campeón Liga Deportiva Universitaria 5.º título |

### Repercusión
- A pesar de la goleada de la final de vuelta, el resultado del partido no alcanzó para entrar en el récord mundial de las mayores goleadas en finales de fútbol, ya que se registran 20 finales con diferencia de 8 o más goles.[1][2]

- Más de 20 años después del partido, en el mes de agosto de 2019, Omar Quintana que fue en aquella época presidente de la comisión de fútbol de Emelec, aseguró que el jugador del club Máximo Tenorio estaba "vendido" y por eso se hizo expulsar al minuto 20 de la final de vuelta cuando el partido estaba 0-0.[3]

## Fase Nacional de la Copa Conmebol
La disputaron entre El Nacional y Deportivo Cuenca.
| Fecha                                                          | Ciudad | Equipo local     | Resultado | Equipo visitante |
| -------------------------------------------------------------- | ------ | ---------------- | --------- | ---------------- |
| 20 de febrero de 1999                                          | Cuenca | Deportivo Cuenca | 1 - 3     | El Nacional      |
| 27 de febrero de 1999                                          | Quito  | El Nacional      | 3 - 2     | Deportivo Cuenca |
| El Nacional ganó el mini torneo con el marcador global de 6-3. |        |                  |           |                  |

El Nacional ganó la clasificación a la Copa Conmebol 1999, no obstante descartó su participación ya que fue invitado a participar en la Copa Merconorte 1999, por lo que Deportivo Cuenca tomó el lugar cedido por El Nacional.

## Tabla general acumulada
|  |  |     | Equipo                    | PJ | PG | PE | PP | GF | GC | DG  | PTS | PGP | PT | Resultado en la que concluyó su participación     |
|  |  | --- | ------------------------- | -- | -- | -- | -- | -- | -- | --- | --- | --- | -- | ------------------------------------------------- |
|  |  | 1.  | Liga de Quito (C)         | 46 | 24 | 12 | 10 | 81 | 44 | +37 | 84  | 8   | 92 | Campeón, clasificó a la Copa Libertadores 1999    |
|  |  | 2.  | Emelec (SC)               | 46 | 24 | 10 | 12 | 92 | 67 | +25 | 82  | 5   | 87 | Subcampeón, clasificó a la Copa Libertadores 1999 |
|  |  | 3.  | Aucas                     | 44 | 20 | 12 | 12 | 58 | 46 | +12 | 72  | 6   | 78 |                                                   |
|  |  | 4.  | Barcelona                 | 44 | 19 | 13 | 12 | 74 | 47 | +27 | 70  | 6   | 76 |                                                   |
|  |  | 5.  | Deportivo Quito           | 44 | 17 | 14 | 13 | 71 | 65 | +6  | 65  | 6   | 71 |                                                   |
|  |  | 6.  | El Nacional               | 44 | 16 | 12 | 16 | 68 | 60 | +8  | 60  | 7   | 67 |                                                   |
|  |  | 7.  | Espoli                    | 44 | 18 | 9  | 17 | 78 | 69 | +9  | 63  | 3   | 66 |                                                   |
|  |  | 8.  | Deportivo Cuenca          | 44 | 15 | 11 | 18 | 48 | 52 | -4  | 56  | 2   | 58 | Clasificó a la Copa Conmebol 1999                 |
|  |  | 9.  | Delfín                    | 44 | 15 | 10 | 19 | 59 | 76 | -17 | 55  | 3   | 58 |                                                   |
|  |  | 10. | Olmedo                    | 44 | 11 | 15 | 18 | 46 | 67 | -21 | 48  | 10  | 58 |                                                   |
|  |  | 11. | Técnico Universitario (D) | 44 | 11 | 12 | 21 | 51 | 82 | -31 | 45  | 7   | 52 | Descendieron a la Serie B                         |
|  |  | 12. | Panamá (D)                | 44 | 6  | 10 | 28 | 41 | 94 | -53 | 28  | 7   | 35 | Descendieron a la Serie B                         |

PJ = Partidos jugados; PG = Partidos ganados; PE = Partidos empatados; PP = Partidos perdidos; GF = Goles a favor; GC = Goles en contra; DG = Diferencia de gol; PTS = Puntos; PGP = Puntos ganados por penales; PT = Puntos Totales

## Goleadores
| Jugador              | Equipo          | Goles |
| -------------------- | --------------- | ----- |
| Iván Kaviedes        | Emelec          | 43    |
| Víctor Marcelo Soria | Deportivo Quito | 29    |
| Alberto Capurro      | Espoli          | 26    |
| Max Mecías           | Olmedo          | 20    |
| Édison Maldonado     | Aucas           | 17    |
| Francisco Correa     | Aucas           | 16    |

### Records del Goleador
| Distinciones                                                   |
| -------------------------------------------------------------- |
| Máximo goleador en una temporada de la Serie A de Ecuador      |
| Mejor goleador mundial de Primera División según la IFFHS 1998 |